# مود لويد
مود لويد (بالإنجليزية: Maude Lloyd)‏ هي راقصة باليه جنوب أفريقية، ولدت في 16 أغسطس 1908 في كيب تاون في جنوب أفريقيا، وتوفيت في 26 نوفمبر 2004.